# 槍彈辯駁系列
槍彈辯駁（中国大陆官方译为）系列是由Spike公司所开发的游戏《槍彈辯駁 希望學園與絕望高中生》为开端的一系列相关游戏和改编作品系列。
全系列共同制作人为寺泽善德，编剧为小高和刚，人物设计为小松崎类。

## 作品列表

### 游戏一覽

#### 遊戲機遊戲
槍彈辯駁 希望學園與絕望高中生
本系列第一部。使用PSP平台，于日本2010年11月25日发售。
超級槍彈辯駁2 再會了絕望學園
本系列第二部，第一部的续作。使用PSP平台，于日本2012年7月26日发售。遊戲引入了新系統「反論對決」和「邏輯深潛」在反論對決的时候能用方向鍵或搖杆斬擊對方的發言。邏輯深潛是一個類似滑板競速的小遊戲,須在避開障礙物的途中回答問題。槍彈辯駁2相比第一部有进行系统上的优化,但同时难度也有提升。
弹丸论破1・2 Reload
第一部和第二部的PSV移植版。于日本2013年10月10日发售，将素材高清化并增加了新的游戏部分。
截至2014年5月1日累计售出超过12万份。
絕對絕望少女 槍彈辯駁Another Episode
第一部的外传系列，使用PSV平台，于日本2014年9月25日发售。
时间点在第一作与第二作之间，以围绕第一部男主角的妹妹与第一部中一名女配角的故事发展。
虛擬弹丸论破VR：学级裁判
SCE於HKACG 2015公布的系列新作，PSVR專用遊戲，同時官方繁體中文版確認。官方同時表示此遊戲可能不會發售，但一旦發售並有好評，可能會繼續製作2代的学级裁判VR版。於2016年10月13日發售。
新槍彈辯駁V3 大家的自相殘殺新學期
本系列第三部，于2015年9月15日在「SCEJA Press Conference 2015」发布消息，预计将使用PSV和PS4平台。於2017年1月12日發售。
遊戲舞台由「私立希望峰學園」轉移到了「才囚學園」，主角與人設也與前作完全不同，遊戲首次引入了「偽證」系統，玩家可以在学级裁判中利用說謊引出對手破綻。
PC版在Steam上發售，音頻為英/日，文字為英/日/繁中/簡中/韓。
槍彈辯駁三部曲合輯 + 幸福槍彈辯駁S 超高中級的南國擲骰合宿
第一至三部的任天堂Switch移植版，再加上《新槍彈辯駁V3》中附加的桌遊小遊戲大幅強化後完成的《幸福槍彈辯駁S 超高中級的南國擲骰合宿》。于日本2021年11月4日發售。
4部作品也分別推出數位版本，並單獨分開販售。

#### 安卓遊戲
槍彈辯駁-Unlimited Battle-
《槍彈辯駁系列》的動作遊戲，由Spike Chunsoft開發。它在2015年1月和4月發布於日本iOS和安卓平台，並在2015年11月停止營運。

### 小說版
槍彈辯駁／零
是由编剧小高和剛对遊戲小說化，內容是第一部遊戲的前傳。作中的插畫是由負責人設的小松崎類擔當。最初在星海社的最前线连载，之后上卷免费发布。
- 登場人物請參考《槍彈辯駁／零》。

| 卷數 | 日文標題 | 中文譯名           | 星海社FICTIONS | 星海社FICTIONS         |
| 卷數 | 日文標題 | 中文譯名           | 發售日期       | ISBN                   |
| ---- | -------- | ------------------ | -------------- | ---------------------- |
| 1    |          | 槍彈辯駁／零（上） | 2011年9月15日  | ISBN 978-4-06138-812-3 |
| 2    |          | 槍彈辯駁／零（下） | 2011年10月13日 | ISBN 978-4-06138-815-4 |

槍彈辯駁霧切
是由推理作家北山猛邦著作，作中的插畫同樣由小松崎類擔當，內容是霧切響子在初中時期的經歷。
| 卷數 | 日文標題 | 中文譯名          | 星海社FICTIONS | 星海社FICTIONS         |
| 卷數 | 日文標題 | 中文譯名          | 發售日期       | ISBN                   |
| ---- | -------- | ----------------- | -------------- | ---------------------- |
| 1    |          | 槍彈辯駁霧切（1） | 2013年9月13日  | ISBN 978-4-06-138875-8 |
| 2    |          | 槍彈辯駁霧切（2） | 2013年11月29日 | ISBN 978-4-06-138885-7 |
| 3    |          | 槍彈辯駁霧切（3） | 2014年11月28日 | ISBN 978-4-06-139906-8 |
| 4    |          | 槍彈辯駁霧切（4） | 2015年12月26日 | ISBN 978-4-06-139930-3 |
| 5    |          | 槍彈辯駁霧切（5） | 2017年3月15日  | ISBN 978-4-06-139960-0 |
| 6    |          | 槍彈辯駁霧切（6） | 2018年2月17日  | ISBN 978-4-06-511150-5 |

槍彈辯駁十神
小說家佐藤友哉著作，作中的插畫由知名漫畫家高河弓擔綱，內容是十神白夜不為人知的活躍。
| 卷數 | 日文標題 | 中文譯名           | 星海社FICTIONS | 星海社FICTIONS         |
| 卷數 | 日文標題 | 中文譯名           | 發售日期       | ISBN                   |
| ---- | -------- | ------------------ | -------------- | ---------------------- |
| 1    |          | 槍彈辯駁十神（上） | 2015年11月27日 | ISBN 978-4-06-139926-6 |
| 2    |          | 槍彈辯駁十神（中） | 2016年4月16日  | ISBN 978-4-06-139936-5 |
| 3    |          | 槍彈辯駁十神（下） | 2017年2月15日  | ISBN 978-4-06-139953-2 |

「IF線」的世界
平行於一代時間軸的另一種可能性。槍彈辯駁二作的特典文字遊戲，主線模式通關後見。主角為戰刃骸。
絕對絕望葉隱
《絕對絕望少女》附贈的官方文字遊戲。主線模式通關後可見。主角為葉隱康比呂和仲島花音。

### 動畫版
槍彈辯駁 希望學園與絕望高中生 The Animation
第一部電視動畫，《槍彈辯駁系列》第一部遊戲改編成的電視動畫，於2013年7月至9月之間放映。
槍彈辯駁3 －The End of 希望峰學園－
第二部電視動畫，為非遊戲改編之原創劇情，定調成以「希望峰學園」舞台為背景之系列完結篇，分別為第二部遊戲的前傳「絕望篇」與第二部遊戲後發生的「未來篇」，兩篇同時在2016年7月開始放映。而最終結局為「希望篇」。
超級槍彈辯駁2.5 狛枝凪斗與世界的破壞者

### 漫畫版
槍彈辯駁害傳：殺人鬼殺手
漫畫：笹古みとも、原作：Spike Chunsoft 、劇本：小高和剛／小泉陽一朗擔當的漫畫作品。
描述電視動畫《槍彈辯駁3 －The End of 希望峰學園－未來篇》以前故事的外傳作品，講述面臨即將崩壞的世界的兩個未來機關搜查官麻野美咲和聖原拓實追查各種獵奇殺人事件為中心的故事。直至第三話才明示其本作和《槍彈辯駁》的關係按官方時間軸，故事發生在《絕對絕望少女》及2代中間，部份未來篇角色也有登場。
- 主角為聖原拓實和麻野美咲。詳細登場人物請參考《槍彈辯駁害傳：殺人鬼殺手》。

## 故事時間線
主要來自於電視動畫《槍彈辯駁3 －The End of 希望峰學園－》官網介紹，但不包括未有明言關係的《新槍彈辯駁V3 大家的自相殘殺新學期》。
「希望峰學園系列」年表
| 事件                                              | 備註 | 登場作品                                                         |
| ------------------------------------------------- | --- | ---------------------------------------------------------------- |
| 預備學科設立                                      | 為了進一步強化學生們的才能，不使用選拔制而採用一般學校相同的入學制度的「預備學科」設立。                                                                                     | 《槍彈辯駁3 －The End of 希望峰學園－ 絕望篇》                   |
| 77期生、預備學科生入學/希望峰學園海外分校設立開始 | 狛枝凪斗被抽選為「超高中級的幸運」而與其他本科生一起入學，日向創作為預備學科生入學。同時為了海外分校的正式啟動，海上系統設施的建設開始。                                     | 《槍彈辯駁3 －The End of 希望峰學園－ 絕望篇》                   |
| 希望峰學園女學生殺人事件                          | 希望峰學園的一名預備學科女學生被殺害，原因未被查明。隨後，為事件感到悲傷的的某位同班女學生也死去，原因亦沒有被查明。                                                         | 《槍彈辯駁3 －The End of 希望峰學園－ 絕望篇》                   |
| 神座出流計劃開始                                  | 一名預備科的學生參加了以製作人類的希望為目標的計劃。 | 《槍彈辯駁3 －The End of 希望峰學園－ 絕望篇》                   |
| 78期生入學                                        | 苗木誠被抽選為「超高中級的幸運」而入學。江之島盾子作為「超高中級的辣妹」入學。                                                                                               | 《槍彈辯駁3 －The End of 希望峰學園－ 絕望篇》                   |
| 希望峰學園新校舍建設完成                          | 本科的學生們遷往新校舍。 | 《槍彈辯駁3 －The End of 希望峰學園－ 絕望篇》、《槍彈辯駁／零》 |
| 希望峰學園史上最大最惡事件                        | 學園的學生會一眾成員似乎被某個人殺害了。 | 《槍彈辯駁3 －The End of 希望峰學園－ 絕望篇》、《槍彈辯駁／零》 |
| 遊行開始                                          | 預備科學生們受一眾殺人事件的傳聞影響，開展針對學園和本科生的示威活動。 | 《槍彈辯駁3 －The End of 希望峰學園－ 絕望篇》、《槍彈辯駁／零》 |
| 神座出流計劃結束                                  | 經歷過「希望峰學園史上最大最惡事件」後，計劃名義上結束了。 | 《槍彈辯駁3 －The End of 希望峰學園－ 絕望篇》                   |
| 人類史上最大最惡的絕望事件                        | 希望峰學園附屬小學的一部分學生失蹤。部分與希望之峰78期生有關係的人物被監禁在塔和市。                                                                                         | 《槍彈辯駁3 －The End of 希望峰學園－ 絕望篇》                   |
| 希望峰學園關閉                                    | 77期生從學校畢業。希望峰學園決定關閉，為了78期生實行避難所化。 | 《槍彈辯駁3 －The End of 希望峰學園－ 絕望篇》                   |
| 希望峰學園學生們互相殺戮                          | 78期生進行互相殺戮。 | 《槍彈辯駁 希望學園與絕望高中生》                                |
| 78期生逃出學園                                    | 苗木誠一行人，也就是78期生擊敗「超高中級的絕望」逃出學園。之後倖存的78生受到未來機關的保護，並加入機關。                                                                     | 《槍彈辯駁 希望學園與絕望高中生》                                |
| 希望峰學園附屬小學的孩子們支配塔和市              | 被監禁在塔和市中的78期生關係者，後被未來機關第十四支部苗木誠的妹妹－苗木困與未來機關研修生腐川冬子救出。與這一系列事件相關的一名77期生，卻帶著附屬小學的一名學生再次失蹤。   | 《絕對絕望少女 槍彈辯駁Another Episode》                         |
| 「Killer Killer」加入未來機關                     | 屠殺殺人鬼的殺人鬼Killer Killer 潛入未來機關，在復興世界同時不斷繼續著殺人行為。                                                                                             | 《槍彈辯駁害傳：殺人鬼殺手》                                     |
| 苗木誠發現並保護希望峰學園77期生                  | 苗木誠發現了失蹤的希望峰學園77期生們，雖接到上級將之處分的命令，他卻獨斷地將至送入賈巴沃克島，開始一個實驗中的程序。                                                         | 《超級槍彈辯駁2 再會了絕望學園》                                 |
| 77期生們開始互相殺戮                              | 被修改了希望峰學園就讀時期記憶的77期生們開始互相殺戮。 | 《超級槍彈辯駁2 再會了絕望學園》                                 |
| 江之島盾子Alter Ego 被消滅                        | 77期生擊敗江之島Alter Ego 逃出程序世界。之後的情況一切不明。 | 《超級槍彈辯駁2 再會了絕望學園》                                 |
| 黑白熊復活                                        | 為了召開對苗木誠的查問會議，未來機關各支部長聚集干海上系統設施，卻被第三次登場的黑白熊監禁在設施內，命令其開始互相殺戮。過程牽涉到塔和市的最新戰況，以及一眾舊生的最終命運。 | 《槍彈辯駁3 －The End of 希望峰學園－ 未來篇、希望篇》           |
| 77期生復活                                        | 被苗木誠送入賈巴沃克島的77期生們逐漸甦醒，協助苗木一行人阻止世界化為虛無。                                                                                                   | 《槍彈辯駁3 －The End of 希望峰學園－ 未來篇、希望篇》           |

## 外部連結
- 《槍彈辯駁系列》官方網站 （页面存档备份，存于） （日語）